# Heiliglanden
De Heiliglanden is een buurt in de Haarlemse wijk Oude Stad in stadsdeel Haarlem-Centrum. De buurt is vernoemd naar de twee straten die de buurt in noord-zuidelijke richting doorsnijden; Groot Heiligland en Klein Heiligland.
De buurt is gelegen in de zuidoosthoek van de Oude Stad. De buurt wordt in het noorden begrensd door de Gedempte Oude Gracht, in het oosten door het Spaarne, het zuiden door de Kampersingel en in het westen loopt de grens dwars door de Grote Houtstraat.
In de buurt is het Frans Halsmuseum en Museum Haarlem te vinden. Tevens bevindt zich parkeergarage de Kamp in deze buurt.
De buurt wordt vertegenwoordigd door de wijkraad Heiliglanden De Kamp.